# Sacculiphallus geniculatus
Sacculiphallus geniculatus är en insektsart som först beskrevs av Bolívar, I. 1898.  Sacculiphallus geniculatus ingår i släktet Sacculiphallus och familjen vårtbitare. Inga underarter finns listade i Catalogue of Life.